# Xã Gasman, Quận Ward, Bắc Dakota
Xã Gasman (tiếng Anh: Gasman Township) là một xã thuộc quận Ward, tiểu bang Bắc Dakota, Hoa Kỳ. Năm 2010, dân số của xã này là 158 người.